# 防衛生産基盤強化法
防衛生産基盤強化法（ぼうえいせいさんきばんきょうかほう、令和5年6月14日法律第54号）は、日本の防衛産業における生産、技術基盤を強化し、防衛装備品の安定的な確保に関する法律である。正式名称は「防衛省が調達する装備品等の開発及び生産のための基盤の強化に関する法律」である。
第211回通常国会で制定された。

## 背景
背景として、防衛産業に対する忌避感の面や「日本の防衛産業は収益性が低く、投資回収の見通しが難しいこと」から、防衛産業からの撤退する企業が増加していることが挙げられる。安保三文書の「防衛生産・技術基盤は、いわば防衛力そのもの」に基づき、岸田文雄内閣は、防衛生産基盤強化法案を提出した。

## 内容
防衛生産基盤強化法の制定によって、国は、防衛装備品を生産する施設のうち、事業継続が困難な生産ラインを国有化したり、製造施設を一時的に買い取ることができる。また、サプライチェーンを把握するために防衛省の調査に企業が回答しなければならないとする努力義務を課している。防衛装備品の輸出を促進させることを規定している。この法律の第38条によると、情報の保全を強化する内容も盛り込まれ「装備等秘密」に関する情報を漏らした場合、1年以下の拘禁刑または50万円以下の罰金に処される。
防衛装備庁では、これを受けてニホンカモシカの「ニホンニ・キミシカ」、オランウータンの「ホカ二・オラン」というキャラクターをシンボルに各種施策を講じている。